# Jevhen Aržanov
Jevhen Oleksandrovyč Aržanov (in ucraino Євген Олександрович Аржанов?, in russo Евгений Александрович Аржанов?, Evgenij Aleksandrovič Aržanov; Kaluš, 9 febbraio 1948) è un ex mezzofondista sovietico, specializzato negli 800 metri piani.

## Biografia
Dopo aver partecipato alle Olimpiadi di Città del Messico 1968, dove fu eliminato in semifinale, nel 1970 Aržanov vinse il campionato europeo indoor sugli 800 metri e l'anno successivo, oltre a confermarsi campione indoor, vinse anche il campionato europeo assoluto sulla stessa distanza.
Presentatosi come uno dei favoriti alle Olimpiadi di Monaco di Baviera 1972, diede vita ad un appassionante duello con lo statunitense Dave Wottle risoltosi al fotofinish in favore di quest'ultimo: i due furono accreditati dello stesso tempo.
Aržanov vinse il suo ultimo titolo internazionale nel 1973, quando si aggiudicò le Universiadi. Nel 1972 ricevette la medaglia di Eroe del lavoro socialista.

## Palmarès
| Anno | Manifestazione  | Sede     | Evento    | Risultato | Prestazione | Note |
| ---- | --------------- | -------- | --------- | --------- | ----------- | ---- |
| 1970 | Europei indoor  | Vienna   | 800 metri | Oro       | 1'51"2      |      |
| 1971 | Europei indoor  | Sofia    | 800 metri | Oro       | 1'48"7      |      |
| 1971 | Europei         | Helsinki | 800 metri | Oro       | 1'45"6      |      |
| 1972 | Giochi olimpici | Monaco   | 800 metri | Argento   | 1'45"9      |      |
| 1973 | Universiadi     | Mosca    | 800 metri | Oro       | 1'46"88     |      |

## Altre competizioni internazionali
1970
- Oro in Coppa Europa ( Stoccolma), 800 m piani - 1'47"8

1973
- Coppa Europa di atletica leggera ( Edimburgo)
- Argento in Coppa Europa ( Edimburgo), 800 m piani - 1'46"70